# 孫興 (前燕)
孫興，五胡十六国時代前燕官员，广平郡人。
孫興在前燕担任武寧县令。
338年五月，後趙天王石虎起兵征伐前燕，多数郡县归降後趙，城邑达36座。营丘内史鮮于屈派使者去向后赵投降，孫興劝说官吏百姓，与他一起擒获鲜于渠，数落他的罪责，将他殺死。此后，他关闭城门，抵御后赵，不肯屈服。
他被任命为北平郡太守。349年五月，后赵皇帝石虎死后，皇室成员互相残杀，中原大乱。孫興向燕王慕容儁上表：「石氏大乱，这是夺取中原的好机会」。慕容儁正为父亲慕容皝守丧，没有接受。
351年八月，他被任命为中山郡太守，统治刚刚被占领的中山。孫興以善政安抚百姓，使中山安定。后被任命为豫州刺史。
362年正月，他请求进攻洛阳，上疏：「晋将陳祐以千余弱兵守孤城，应该乘机占领。」皇帝慕容暐听了这个请求，派護軍将軍傅颜、寧南将軍呂護率兵驻守河陰。
364年七月，率步兵五千围攻洛阳。太宰慕容恪攻打洛阳时，派太宰司馬悦希進軍盟津。孙兴分兵，为悦希後援，守卫成皋。